# Tudor Teodorescu-Braniște

Tudor Teodorescu-Braniște

Tudor Teodorescu-Braniște (n. 12 aprilie 1899, Pitești – d. 23 martie 1969, București) a fost un om de litere, jurnalist, traducător și romancier român, de factură modernistă, afirmat în România interbelică.
„Numele gazetarului Tudor Teodorescu-Braniște este asociat fără echivoc cu ideea de independență gazetărească, de rezistență sub trei tipuri de regimuri totalitare (carlist, fascist, comunist).”

## Biografie
Tudor Teodorescu-Braniște este fiul Anastasiei și al institutorului Ioan Teodorescu. Școala primară și liceul/Colegiul Național Ion C. Brătianu le termină în orașul natal. Între 1918-1921a urmat cursurile Facultății de Drept din cadrul Universității din București.
Publică cu nume real sau pseudonim (Andrei Braniște) cronici, pamflete, nuvele, foiletoane la numeroase periodice: ,,Rampa" ( debut editorial, 1915), "Ziarul meu"," Cronica".
Colaborează la reviste și ziare de orientare stânga: "Astra", "Dimineața", "Adevărul", ''Avântul", etc.

## Activitate ziaristică
- redactor la „Adevărul” (unde a fost și prim-redactor) și „Aurora”
- conduce „Cuvântul liber" (1933-1936),
- cotidianul „Jurnalul” (1939-1940).
- Jurnalul de dimineață a fost scos și editat de Braniște între 1944 - 1947; suspendat când autorul și redacția nu au acceptat să adopte un discurs pro-sovietic.

## Distincții
- Ordinul Muncii clasa I (25 aprilie 1964) „pentru îndelungată activitate și merite în domeniul ziaristicei și creației literare, cu prilejul împlinirii a 65 ani de la naștere”[6]

## Scriitor

### Romane
- Suflet de femeie, București, 1920;
- Șovăiri, București, 1921;
- Oameni și cărți, București, 1922;
- Leon Gambetta, București, 1924;
- Ochiul de nichel, București, 1927;
- Clemenceau (1841-1929). Omul, opera, București, 1929;
- Fundătura cimitirului no. 13, cu desene de Ion Anestin, București, 1932;
- Domnul Negoiță sau Individul împotriva statului, București, 1932;
- Băiatul popii, București, 1933]];
- Doctrina bâtei: naționalism, reacționarism, antisemitism, București, 1936;
- Oameni de ieri ..., București, 1938;
- 1944 - Prințul, roman după care regizorul Sergiu Nicolaescu a realizat filmul Orient Express în 2004
- Scandal, București, 1945;
- Primăvara apele vin mari, București, 1960;